# 藤原正雅
藤原 正雅（ふじわら の ただまさ、生没年不詳）は、平安時代中期の貴族。藤原南家巨勢麻呂流、藤原興方の次男。官位は従四位下・紀伊守。

## 経歴
円融朝前半の天延元年（973年）ごろ蔵人大蔵大丞を務める。
のち、紀伊守・因幡守・伊予守と受領を歴任したほか、皇后宮大進を務めた。位階は従四位下に至る。花山朝の寛和元年（985年）実資の女児の三日の祝に際して、正雅は産婦の膳を提供するが、紀伊守として任国に赴任中であったため、実際には子息の師言が衝重十二枚・折敷等を準備している。

## 官歴
- 天延元年（973年） 4月14日：見蔵人大蔵大丞[1]
- 寛和元年（985年） 4月30日：見紀伊守[2]
- 時期不詳：従四位下。因幡守。伊予守。皇后宮大進（皇后・藤原遵子か?）[3]

## 系譜
『尊卑分脈』による。
- 父：藤原興方
- 母：不詳
- 生母不詳の子女
  - 男子：藤原師長
  - 男子：藤原師範
  - 男子：藤原師言
  - 女子：藤原高子のち灑子（中務典侍） - 藤原妍子の乳母[4]